# خليج غالاباغوس

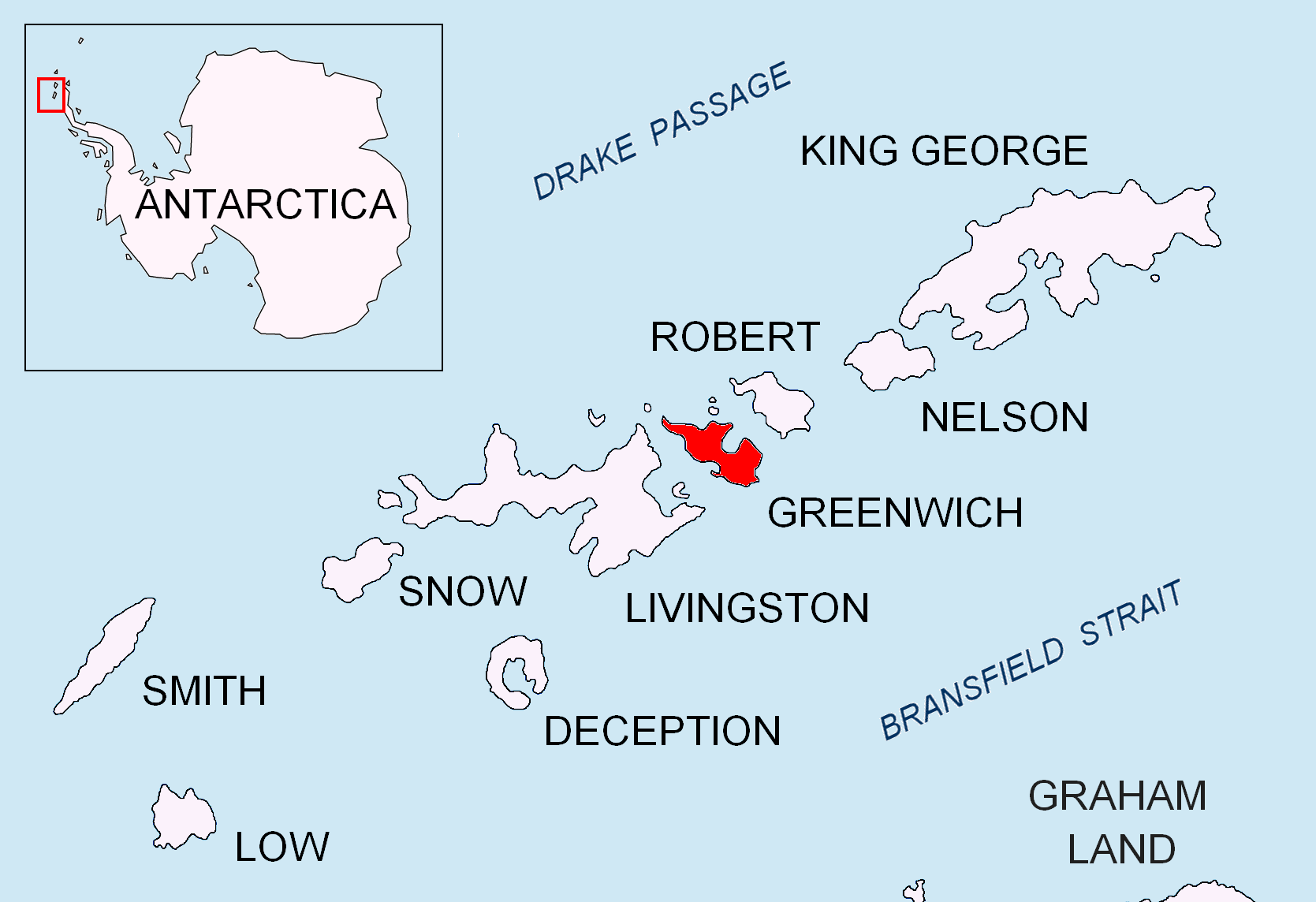
موقع جزيرة غرينتش في جزر شيتلاند الجنوبية.

شرم غالاباغوس هو شرم صغير أو خليج صغير يبلغ عرضه 210 أمتار وينبعج على طول 70 مترًا على الساحل الشمالي الشرقي لجزيرة غرينتش في جزر شيتلاند الجنوبية، أنتاركتيكا ويتداخل بين سبارك بوينت وفيجويروا بوينت .
تمت تسميته على اسم جزر غالاباغوس ، الإكوادور.

## الموقع
يتمركز الخليج في 62°26′39.8″S 59°43′33″W / 62.444389°S 59.72583°W (رسم الخرائط البريطانية في عام 1968 ،والشيلي في عام 1971 ، والأرجنتين في 1980 ، والبلغارية في عامي 2005 و 2009).

## خرائط
- إل إل إيفانوف وآخرون. أنتاركتيكا: جزيرة ليفينغستون وجرينيتش آيلاند ، جزر شيتلاند الجنوبية . مقياس 1: 100000 خريطة طبوغرافية. صوفيا: لجنة أسماء الأماكن في القطب الجنوبي ، 2005.
- إل إل إيفانوف. أنتاركتيكا: جزيرة ليفينغستون وجرينيتش ، جزر روبرت وسنو وسميث . مقياس 1: 120000 خريطة طبوغرافية. ترويان: مؤسسة مانفريد ورنر ، 2009. (ردمك 978-954-92032-6-4)